# Приходной, Максим Сергеевич
Макси́м Серге́евич Приходно́й (укр. Максим Сергійович Приходной; 27 октября 1992, Симферополь, Украина) — украинский и российский футболист, полузащитник.

## Биография
Футболом начинал заниматься с 6-ти лет в СДЮШОР «Таврия». Первый тренер — А. П. Белозёрский. В клубной структуре симферопольцев находился с 2004 года. В молодёжной команде сыграл 79 матчей, забил 10 голов. В Премьер-лиге дебютировал 26 мая 2013 года в игре против луганской «Зари». Всего в первой команде сыграл 16 матчей, проводя на поле по несколько минут. Играл на позиции нападающего, но после прихода в команду тренерского штаба из Швейцарии во главе с Пьером-Андре Шурманом, был переведён на позиции правого хавбека. Покинул команду летом 2014 года после того, как «таврийцы» прекратили существование.
После развала крымского клуба пребывал в поиске нового места работы. Вместе с бывшим партнёром по «Таврии» Сергеем Мельником ездил на просмотр в ФК «Юрмала», выступающий в высшей лиге Латвии, однако заключил контракт с украинским клубом-дебютантом первой лиги «Горняк-Спорт». Через несколько месяцев во время зимнего перерыва в чемпионате комсомольский клуб принял решение расстаться с футболистом. Тренер «горняков» Игорь Жабченко так прокомментировал это решение: «Максим может и не получал достаточно игрового времени, но полученные шансы не сумел использовать. У него достаточно хороших качеств, но выполнять черновую работу в обороне он не очень любит. Выполнять того объёма работы, который я требую, он не хотел или не мог».
Летом 2015 года стал игроком симферопольского ТСК.